# Kord (súng máy hạng nặng)
Kord (tiếng Nga: Корд, Ковровские ОРужейники Дегтярёвцы, Konstruktsija ORuzheinikov-Degtyarovtsev) là loại súng máy hạng nặng sử dụng đạn 12,7x108 mm do Nga thiết kế và đưa vào sử dụng từ năm 1998. Loại súng này được thiết kế để thay thế khẩu NSV sau khi Kazakhstan tách khỏi Liên Xô và các nhà máy chế tạo loại súng này giữ bản quyền chế tạo và thiết kế các mẫu NSV.

## Phát triển
ОАО Zаvоd imeni V. А. Degtyarev không thiết kế lại từ đầu mà sử dụng lại thiết kế của một súng máy hạng nặng khác được thử nghiệm năm 1987 nhưng thất bại khi thử nghiệm để đưa vào phục vụ trong lực lượng Hồng quân. Khi Lực lượng Vũ trang Liên bang Nga yêu cầu làm một loại súng mới để thay thế các loại súng trước đó vào năm 1991, nhóm phát triển đã lấy thiết kế cũ ra và ứng dụng chung với các công nghệ mới để tạo ra một loại súng tốt hơn, tuy nhiên việc thiết kế lại vẫn khá chậm do thiếu kinh phí. Đến năm 1997 thì nó được thông qua để đưa vào sử dụng trong quân đội Nga. Đến năm 2001 thì loại súng này được sản xuất hàng loạt với tên KORD. Nó đã dần thay thế các khẩu NSV trên các phương tiện cơ giới cũng như được trang bị cho các nhóm bộ binh.

## Thiết kế
Bề ngoài của khẩu Kord trông khá giống khẩu NSV nhưng tất cả chi tiết máy móc bên trong và loa che lửa đều được làm mới. Hệ thống nạp đạn bằng khí nén được thiết kế lại cũng như bộ phận chống giật được tích hợp thêm vào nòng súng để giảm độ giật giúp nó tăng tính chính xác khi bắn.
Kord có thể gắn ở các vị trí mà khẩu NSV từng gắn trên các phương tiện cơ giới nhưng có độ chính xác cao hơn. Loại súng này sử dụng cơ chế làm mát bằng không khí, nạp dây đạn không nối và sử dụng hệ thống trích khí dài cải tiến một phần. Bộ phận chống giật của súng sau khi cải tiến đã kiêm luôn chức năng chống chớp sáng.
Kord sử dụng loại đạn 12.7×108mm giống như NSV. Thường thì dây đạn nạp vào từ phía bên phải nhưng vẫn có thể chỉnh lại để nạp vào từ phía bên trái nếu muốn. Vỏ đạn được đẩy ra phía trước qua một khe nhỏ phía bên phải. Loại súng này sử dụng hệ thống điểm hỏa bằng điện khi được gắn trên các phương tiện cơ giới. Nó hoàn toàn tự động nên việc điều chỉnh chế độ bắn phụ thuộc vào việc bóp cò của xạ thủ.
Vì độ giật của súng đã giảm hơn hẳn so với các loại súng máy hạng nặng khác nên thay vì chỉ có thể gắn trên bệ chống ba chân, nó có thể sử dụng chân chống chữ V tích hợp thiết kế riêng cho loại súng này để tăng tính cơ động. Nó có thể được mang bởi một binh lính đi đến nhiều vị trí khác nhau trong phạm vi ngắn và khai hỏa.
Hệ thống nhắm cơ bản của Kord là điểm ruồi và thước ngắm nhưng nó có thanh răng để gắn thêm các loại ống nhắm hay bộ phận hồng ngoại.
Trong quá trình phát triển, nhiều cải tiến đã được sử dụng trên Kord, nhưng bí mật chính là công nghệ làm nòng của súng. Các loại súng máy hạng nặng khi bắn loạt dài thì nòng súng sẽ nóng lên nhưng không đều, vì vậy dẫn đến hiện tượng cong nòng làm giảm độ chính xác. Nhóm các nhà thiết kế súng máy Kord đã đưa ra một sơ đồ khắc phục hiện tượng này, trong đó nhiệt độ dọc theo nòng súng được phân bổ đồng đều, do đó hiện tượng cong nòng khi bắn loạt dài được giảm tối đa.
Chất lượng của Kord được chứng minh tại triển lãm vũ khí ở UAE, trong cuộc thi đấu với nhiều loại súng máy hạng nặng của nước ngoài, Kord đã đánh bại tất cả các đối thủ. Nó không chỉ chính xác nhất mà còn chịu đựng sự bền bỉ nhất. Trong màn thử nghiệm bắn tính năng, Kord bắn một mạch 300 viên đạn, trong khi đối thủ đứng thứ nhì là chỉ 150 viên. Ngoài ra các khẩu súng máy hạng nặng tiếp tục thử nghiệm bắn trong điều kiện bão cát sa mạc, Kord đã vượt qua trong khi khẩu M2 Browning của Mỹ đã bị kẹt đạn trong điều kiện như vậy.

## Biến thể
- 6P49: Phiên bản cơ bản để gắn trên các phương tiện cơ giới.
- 6P50: Phiên bản nguyên mẫu cho bộ binh.
- 6P50-1: Phiên bản tích hợp chân chống chữ V
- 6P50-2: Phiên bản tích hợp bệ chống ba chân 6T19.
- 6P50-3: Phiên bản bộ binh có thể gắn ở nhiều vị trí. Nhả vỏ đạn ra phía tay phải.
- 6P51: Phiên bản có thể điều chỉnh bên nạp đạn.Nhả vỏ đạn ra phía trên súng.
- 6P60: Phiên bản tích hợp bệ chống ba chân 6T20 hỗ trợ bộ binh.